# Канела (Чилі)

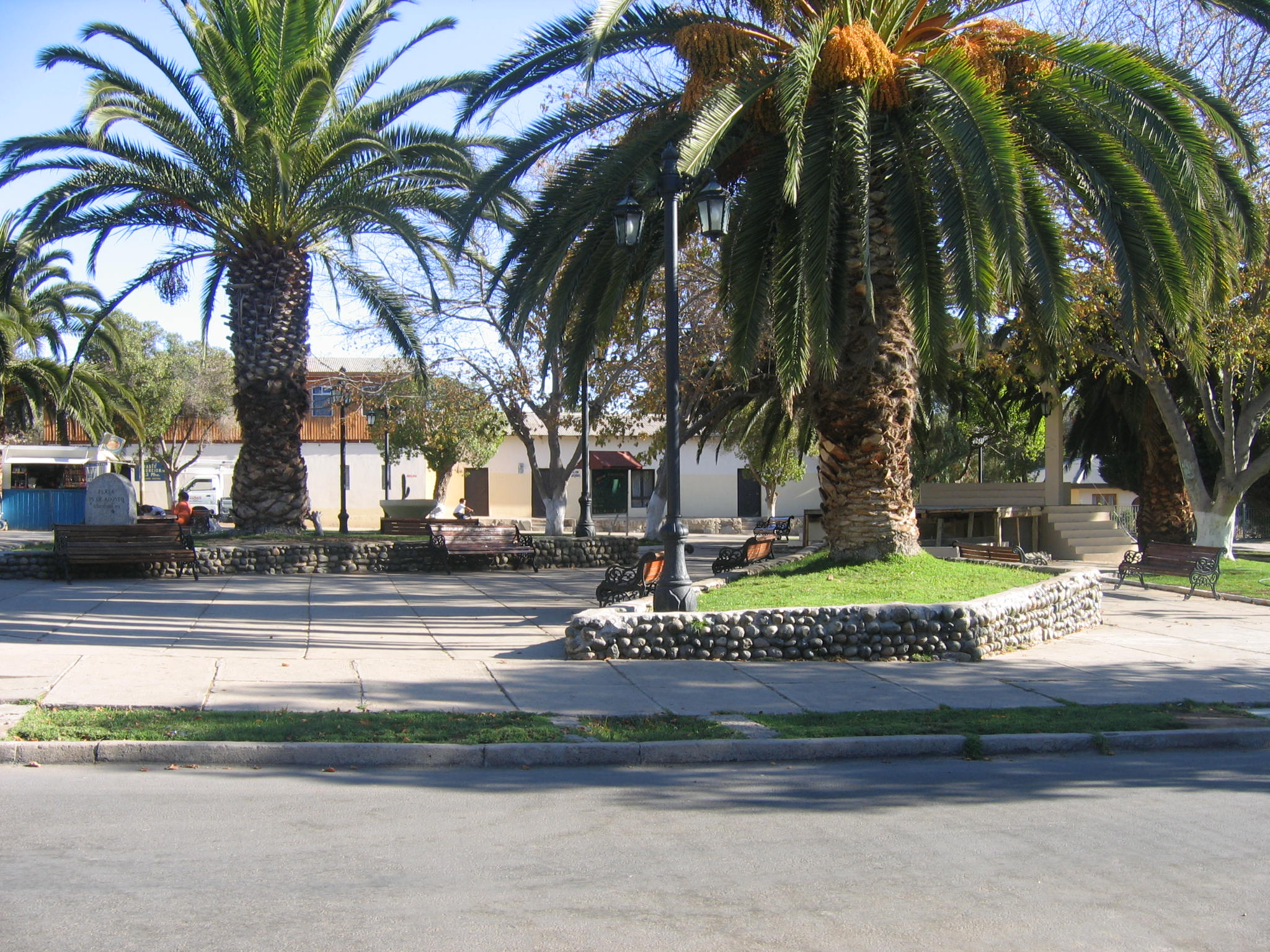
Площа Армас в Канелі.

Канела  (ісп. Canela) — селище в Чилі. Адміністративний центр однойменної комуни. Населення селища — 1744 особи (2002). Селище і комуна входять до складу провінції Чоапа і регіону Кокімбо.
Територія — 2196,6 км². Чисельність населення — 9093 жителя (2017). Щільність населення — 4,14 чол./км².

## Розташування
Селище розташоване за 168 км на південь від адміністративного центру області міста Ла-Серена.
Комуна межує:
- на півночі — з комунами Овальє і Пунітакі;
- на північному сході — з комуною Комбарбала;
- на південному сході — з комуною Ілляпель;
- на півдні — з комуною Лос-Вілос.

На заході комуни узбережжя Тихого океану.